# پتنت ترول
پتنت ترول (به انگلیسی: Patent troll) به شرکتی که برای تولید پول یا جلب توجه به وسیلهٔ در اختیار داشتن پتنت‌ها یا حق امتیاز برای دیگران مزاحمت ایجاد نماید و از آنها شکایت کند، گفته می‌شود. اگر دو واژهٔ حق امتیاز (پتنت) و ترول را ترکیب نمائیم نتیجه اش می‌شود پتنت ترول.کمپانی‌ها یا افراد نگه دارنده پتنت‌ها به پتنت ترول هم یاد می‌شود زیرا آنها به تعقیب کمپانی‌های بزرگ می‌پردازند تا به واسطه پتنت‌های خود از آنها غرامت بگیرند. 
این شرکت‌ها بدون اینکه هیچ ابداع، اختراع یا تولیدی داشته باشند و حتی در اکثر موارد بدون اینکه کوچکترین ایده‌ای در مورد تکنولوژی داشته باشند، پنت‌های قدیمی که هیچ گاه هم استفاده فرا گرفته نشده‌اند را از شرکت‌ها و مخترع‌های دیگر می‌خرند و به کمک آن از شرکت‌های بزرگ شکایت می‌کنند و ادعای خسارت‌های عظیم از شرکت‌های بزرگ می‌کنند.

## پتنت
پانصد سال قبل از مبدا تاریخ فعلی، شهر سیباریس (به انگلیسی: Sybaris) در یونان باستان قانونی تصویب  که به موجب آن «هر کس اختراعی کند که باعث بهبود آسایش دیگران شود، می‌تواند برای یکسال به طور انحصاری از منافع آن استفاده کند».
پتنت‌ها یا حق امتیازها برای پیشرفت علم و تکنولوژی و همچنین حفظ کردن حقوق مخترعین طراحی‌شده‌اند. در صورتی که چنین قوانینی وجود نداشتند، مخترین باید اختراعات خود را از بقیه مخفی می‌کردند اما با بودن قانون «حق انحصاری»، مخترعین می‌توانستند اطمینان خاطر داشته باشند که در صورت اختراع چیزی و اطلاع رسانی در مورد آن به عموم مردم، تا زمان معقولی خواهند توانست از آن سود کسب کنند.
مشکلات
1. تکنولوژی امروز عمری بسیار کوتاهتر از بیست سال دارد
2. دوم اینکه مشکل اصلی این است که چه چیزی قابل پتنت شدن است[۳]

## نمونه‌ٔ پتنت ترول‌ها
شرکت ویرنت ایکس در سال ۲۰۱۰ طی پرونده پتنتی، مایکروسافت را مجبور به پرداخت ۲۰۰ میلیون دلار کرد و پرونده‌های دیگری علیه سیسکو و آوایا را هم در دست پیگیری دارد و همچنین ویرنت ایکس اپل را متهم به نقص پتنت‌هایش در نرم‌افزارهایی مثل FaceTime کرده و درخواست غرامتی معادل با ۹۰۰ میلیون دلار را به دادگاهی در تگزاس داده بود که موفق شد مبلغ ۳۶۸٫۲ میلیون دلار از اپل دریافت نماید بنابراین این شرکت را می توان جزو پتنت ترول‌ها دانست.
شرکت Vringo نیز از گوگل برای نقض پتنت‌های قدیمی Lycos که در اختیارش بود شکایت کرد و گوگل محکوم به پرداخت ۳۰ میلیون دلار جریمه شد.
شرکتی به نام دیجیتود بیشتر از ۵۵۰ پتنت از دیگران خریداری کرده‌است که تقریباً تمام این پتنت‌ها قبلاً توسط هیچ کسی استفاده نشده‌اند. این شرکت شکایتی علیه آمازون، بلک‌بری (ریم)، ال.جی.، سونی، سامسونگ، نوکیا، موتورولا و اچ.تی.سی. پر کرده‌است که مبتنی بر پتنتی درباره اجرای دستورهای از راه دور بوده‌است.

## مقابله با رقیب به کمک پتنت
گوگل برای مقابله با شرکت‌های بزرگ تصمیم گرفت که برای خرید پتنت‌ها ۱۲٫۵ میلیارد دلار هزینه کند و در نهایت موتورولا را خرید.
شرکت‌های IBM و HP و اوراکل نیز ذخیره‌های انبوهی از پتنت را دارند و هر زمان که لازم بدانند از آنها برای شکایت از شرکت‌های دیگر استفاده می کنند.
مایکروسافت برای خریداری ۸۰۰ پتنت شرکت AOL مبلغ یک میلیارد دلار پرداخت کرد تا بتواند در آینده از آنها استفاده نماید.
اپل از HTC برای تلفن‌های اندرویدی نسخه ۱.۶ تا ۲.۲ که از یکی از پتنت‌های اپل استفاده کرده بودند شکایت کرد و موفق شد ورود آنها را به بازار آمریکا برای سال ۲۰۱۲ متوقف نماید. 
اپل از سامسونگ شکایت کرد و دادگاه رسیدگی‌کننده به شکایت اپل علیه سامسونگ رای را به نفع اپل صادر کرد و سامسونگ را به دلیل سرقت چندین حق انحصاری اپل، موظف به پرداخت بیش از یک میلیارد دلار محکوم کرد. 
اپل و مایکروسافت برای خرید ۱۱۰۰ پتنت شرکت کداک در مقابل گوگل و سامسونگ صف آرایی کرده‌اند. 

## نتیجه شکایت‌ها
معمولاً شرکت‌های مورد شکایت حتی در صورت پیروزی در دادگاه، بین پانصد هزار تا دو میلیون دلار خرج وکیل و مسائل جانبی خواهند کرد و حتی ممکن است در زمانی که دادگاه جریان دارد، فروش دستگاه‌های مورد شکایت قانوناً ممنوع شود. بنابراین این شرکت‌ها به جای رفتن به دادگاه، ترجیح می‌دهند تا پولی به شرکت شکایت کننده بدهند و بحث را بیرون از دادگاه خاتمه دهند.